# Sivukari
Sivukari är en udde i Finland. Den ligger i Karleby i landskapet Mellersta Österbotten, i den centrala delen av landet, 400 km norr om huvudstaden Helsingfors.
Terrängen inåt land är mycket platt. Havet är nära Sivukari norrut. Närmaste större samhälle är Lochteå, 5,0 km söder om Sivukari. 